# Championnats du monde de pentathlon moderne 1987
Navigation
Édition précédente Édition suivante
Les Championnats du monde de pentathlon moderne 1987 se sont tenus à Moulins, en France, pour les compétitions masculines, et à Bensheim, en Allemagne de l'Ouest, pour les compétitions féminines.

## Podiums

### Hommes
| Épreuves    | Or                                                 | Argent                                                            | Bronze                                                      |
| ----------- | -------------------------------------------------- | ----------------------------------------------------------------- | ----------------------------------------------------------- |
| Individuel  | France Joël Bouzou                                 | République tchèque Milan Kadlec                                   | Hongrie László Fábián                                       |
| Par équipes | Hongrie János Martinek László Fábián Attila Mizsér | Union soviétique Anatoliy Avdeyev Igor Schwartz Aleksandr Makeyev | Royaume-Uni Richard Phelps Graham Brookhouse Dominic Mahony |

### Femmes
| Épreuves    | Or                                                                | Argent                                                        | Bronze                                                |
| ----------- | ----------------------------------------------------------------- | ------------------------------------------------------------- | ----------------------------------------------------- |
| Individuel  | Union soviétique Irina Kisseleva                                  | Pologne Barbara Kotowska                                      | Allemagne de l'Ouest Sabine Krapf                     |
| Par équipes | Union soviétique Irina Kisseleva Yanna Gorlenko Inna Zhuchavtsova | Allemagne de l'Ouest Sabine Krapf Tanja Meyer Kathrin Kröning | Pologne Barbara Kotowska Iwona Dąbrowska Dorota Nowak |